# HD148588
HD148588 — хімічно пекулярна зоря спектрального класу
A0 й має видиму зоряну величину в смузі V приблизно  9,5.

## Пекулярний хімічний склад
Зоряна атмосфера HD148588 має підвищений вміст 
Si
.